# Коссакі-Остаткі
Коссакі-Остаткі (пол. Kossaki-Ostatki) — село в Польщі, у гміні Рутки Замбровського повіту Підляського воєводства.
Населення — 36 осіб (2011).
У 1975-1998 роках село належало до Ломжинського воєводства.

## Демографія
Демографічна структура станом на 31 березня 2011 року:
|          | Загалом | Допрацездатний вік | Працездатний вік | Постпрацездатний вік |
| -------- | ------- | ------------------ | ---------------- | -------------------- |
| Чоловіки | 20      | 5                  | 12               | 3                    |
| Жінки    | 16      | 5                  | 9                | 2                    |
| Разом    | 36      | 10                 | 21               | 5                    |